# La stagione della caccia - C'era una volta Vigata
La stagione della caccia - C'era una volta Vigata è un film televisivo italiano del 2019 diretto da Roan Johnson. Prodotto da Rai Fiction e Palomar è stato trasmesso da Rai 1 il 25 febbraio 2019. Fa parte del ciclo C'era una volta Vigata.
È la prima trasposizione televisiva del romanzo dello scrittore Andrea Camilleri La stagione della caccia, pubblicato nel 1992. Il film TV è diretto da Roan Johnson e scritto da Andrea Camilleri insieme a Francesco Bruni e Leonardo Marini.

## Trama
Il film è ambientato a Vigata nel 1880. Protagonista del film è il farmacista di umili origini Alfonso Fofò La Matina. Poco dopo il suo arrivo accadono diverse tragedie ai familiari del marchese Filippo Peluso, un ricco nobile della città. Suo padre, impossibilitato a muovere le gambe, si suicida gettandosi in mare. Rico, suo figlio, muore apparentemente per avvelenamento da funghi. Sua moglie, che si era consultata con Fofò, confessandogli il sospetto che suo figlio sia stato in realtà ucciso, muore qualche settimana dopo. 
Il marchese Peluso inizia a fare amicizia con Fofò, rivelandogli che il padre del farmacista lo aveva aiutato quando era più giovane. Il marchese, ormai anziano, riesce anche ad avere un altro figlio maschio con la moglie di un suo fattore, ma poco dopo il marchese viene trovato morto poco fuori dalla sua villa. 
Qualche tempo dopo Nenè, uomo arricchitosi in seguito a scommesse non molto oneste, torna a Vigata per chiedere la mano di 'Ntontò, la figlia del marchese. Contemporaneamente lo zio della ragazza, il ricco ed acculturato Don Totò, torna dall'America insieme alla moglie. L'uomo, conoscendo il passato bieco di Nenè, lo paga per allontanarsi di casa. Totò viene ritrovato poco dopo morto in casa sua insieme alla moglie ed alla servitù. Nené, durante il viaggio di ritorno, muore di coma diabetico. 
Fofò ipotizza che Nenè abbia ucciso Totò, la moglie e la servitù con della belladonna per poi fuggire. In seguito 'Ntontò confessa al prete, Padre Macaluso, di essere innamorata di Fofò, pertanto il presbitero esorta il farmacista di sposare la nobildonna.
Diversi mesi dopo le nozze, Fofò incontra un tenente di polizia, nuovo comandante della locale guarnigione, con cui va a caccia insieme. Qualche tempo dopo, Fofò confessa all'ufficiale che dietro quasi tutte le morti dei membri della famiglia Peluso c'era proprio lui, in quanto innamorato di 'Ntontò fin da bambino, ma impossibilitato a sposarla a causa dei pareri contrari dei parenti, e soprattutto del marchese Filippo, che non volevano che la giovane donna si sposasse con un uomo di umili origini come lui. A seguito della sua confessione, Fofò è processato e condannato a morte per fucilazione, da un plotone comandato dal tenente.

## Produzione
Il film è principalmente girato a Scicli (Antica Farmacia Cartia, Palazzo Bonelli-Patanè, cimitero). Alcune scene sono girate a Marzamemi, a Ispica (loggiato della Basilica di Santa Maria Maggiore) e nel labirinto del parco del Castello di Donnafugata.

## Ascolti
| n° | Prima TV Italia  | Telespettatori | Share | Fonte |
| -- | ---------------- | -------------- | ----- | ----- |
| 1  | 25 febbraio 2019 | 7 115 000      | 30,8% | [ 3 ] |